# Oxygastra curtisii
Oxygastra curtisii är en trollsländeart som först beskrevs av Dale 1834.  Oxygastra curtisii ingår i släktet Oxygastra och familjen skimmertrollsländor. IUCN kategoriserar arten globalt som nära hotad. Inga underarter finns listade i Catalogue of Life.

## Bildgalleri

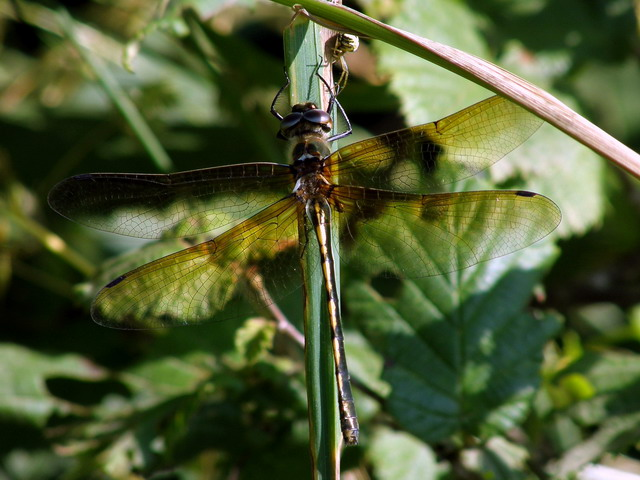